# Joachim Schmiedl
Joachim Schmiedl (Norimberga, 18 dicembre 1958 – Vallendar, 10 dicembre 2021) è stato un presbitero, teologo, storico della Chiesa e membro dell'Istituto dei padri di Schönstatt tedesco.
Dal 1997 lavorò alla preparazione del processo di beatificazione di Josef Kentenich e, dal 2003, fu vicepostulatore del processo di beatificazione di Joseph Engling.
Dal 1998 al 2001 fu anche segretario generale dei Padri di Schoenstatt. Nell'aprile 2009 fu nominato decano della Facoltà di Teologia dell'Università Filosofico-Teologica di Vallendar.
Dal 2006 al 2015, Schmiedl fu presidente della sezione tedesca della Società europea di teologia cattolica. Dal 2017 fino alla sua morte, Schmiedl fu condirettore del progetto accademico intternazionale "Vaticano II - Eredità e mandato".

## Biografia
Dopo aver lasciato la scuola nel 1977 prima di sostenere l'abitur, Joachim Schmiedl completò il noviziato ed entrò a far parte dell'Istituto dei Padri di Schoenstatt. Dal 1980 al 1987 studiò teologia cattolica all'Università di Münster. Nel 1988 fu ordinato sacerdote e conseguì il dottorato. Per due anni fu vicario a Oberndorf am Neckar e, dal 1990 al 1998, cappellano dei giovani nelle Diocesi di Rottenburg-Stoccarda, a Eichstätt, Aquisgrana, Essen e Paderborn.
Dal 1997 lavorò alla preparazione del processo di beatificazione di Josef Kentenich e, dal 2003, fu vicepostulatore del processo di beatificazione di Joseph Engling.
Nel 1998 Schmiedl ottenne l'abilitazione all'insegnamento universitario presso la Facoltà di Teologia Cattolica dell'Università Westfaliana Wilhelms di Münster, unitamente ad un incarico di docenza presso l'Università Filosofico-Teologica di Vallendar, ora Università Vinzenz Pallotti. Dal 1998 al 2001 fu anche segretario generale dei Padri di Schoenstatt. Dal 2001 fu titolare della cattedra di storia della Chiesa presso l'Università Filosofico-Teologica di Vallendar e nell'aprile 2009 fu nominato decano della Facoltà di Teologia.
Dal 2002 Schmiedl rivestì il ruolo di caporedattore della rivista teologica Regnum e, dal 2009, redattore di Quellen und Abhandlungen zur mittelrheinischen Kirchengeschichte. Dal 2013 fu curatore della serie Europas Synoden nach dem Zweiten Vatikanischen Konzil ("I sinodi europei dopo il Concilio Vaticano II"). Dal 2006 al 2015, Schmiedl fu presidente della sezione tedesca della Società europea di teologia cattolica e dal 2017 al 2020 fu presidente, poi vicepresidente della Giornata delle facoltà teologiche cattoliche.
Dal 2017 fino alla sua morte, Schmiedl diresse il progetto accademico "Vaticano II - Eredità e mandato", cui parteciparono anche Margit Eckholt, Peter Hünermann e Klaus Vellguth. Nell'ambito di questo progetto teologico interculturale, 130 teologi di tutto il mondo hanno lavorato a un commento intercontinentale sul Concilio Vaticano II.
Si spense il 10 dicembre 2021  a Vallendar.

## Scritti (selezione)
- Dieses Ende ist eher ein Anfang. Die Rezeption des Zweiten Vatikanischen Konzils durch die deutschen Bischöfe (1959–1971). Schöningh, Paderborn 2014, ISBN 978-3-506-77445-3.
- Orden als transnationale Netzwerke der katholischen Kirche. Institut für Europäische Geschichte (IEG), Mainz 2011, DNB 1031437622.
- als Hrsg.: Vom Kulturkampf bis zum Anfang des 21. Jahrhunderts (= Geschichte der Sächsischen Franziskaner-Provinz von der Gründung bis zum Anfang des 21. Jahrhunderts. Band 3). Schöningh, Paderborn 2010, ISBN 978-3-506-76991-6.
- als Hrsg.: In seiner Spur. Festschrift zum Gedenken an den 100. Jahrestag der Priesterweihe von Pater Joseph Kentenich. Patris-Verlag, Vallendar 2010, ISBN 978-3-87620-344-7.
- als Hrsg., zusammen mit Johann Evangelist Hafner: Katholische Theologie an der Universität: Situation und Zukunft. Matthias-Grünewald-Verlag, Ostfildern 2009, ISBN 978-3-7867-2790-3.
- als Hrsg.: Joseph Kentenich: Der erlöste Mensch: Priesterexerzitien. Patris-Verlag, Vallendar 2009, ISBN 978-3-87620-333-1.
- Mit letzter Konsequenz: Karl Leisner 1915–1945. Dialogverlag, Münster 1999, ISBN 3-933144-13-2.
  - Bienheureux Karl Leisner: jusqu’au bout de l’amour. Téqui, Paris 2004, ISBN 2-7403-1168-0.
- Das Konzil und die Orden. Krise und Erneuerung des gottgeweihten Lebens. Patris-Verlag, Vallendar 1999, ISBN 3-87620-219-1.